# Kriimani
Kriimani – wieś w Estonii, w prowincji Tartu, w gminie Haaslava.